# Tanegashima
Tanegashima (種子島?, Tanegashima) è un'isola del Giappone meridionale situata a sud di Kyūshū. Fa parte del gruppo delle isole Ōsumi, che sono il segmento più settentrionale del grande arcipelago delle Ryūkyū. È la seconda isola più grande delle Ōsumi, misurando 57,5 km da nord a sud e 5–12 km da est a ovest.

## Amministrazione
Il territorio di Tanegashima rientra sotto la giurisdizione della prefettura di Kagoshima ed è suddiviso in 3 municipalità:
- la città di Nishinoomote
- i villaggi di Nakatane e Minamitane, che assieme ad altre municipalità delle Ōsumi fanno parte del distretto di Kumage (Kagoshima).

## Storia
Antiche tombe scoperte a Tanegashima nei siti di Yokomine e Hirota, testimoniano la presenza di una società evoluta del periodo Yayoi, verso la fine del IV secolo d.C. Tra i reperti venuti alla luce vi sono magatama, un ciondolo intagliato e stemmi recanti probabili iscrizioni.
L'isola fu un importante centro di scambi commerciali tra il Regno delle Ryūkyū e Kyūshū. Il 23 settembre 1543, una nave portoghese in rotta per Okinawa fu trascinata dalle correnti a Tanegashima, che divenne così il luogo in cui gli europei misero piede per la prima volta in Giappone e presero contatto con il clan Tanegashima. L'avventuriero Mendes Pinto proclamò di essere stato il primo a sbarcare, ma secondo alcune fonti sarebbe giunto poco dopo, in base alla leggenda narrata avrebbe sposato una donna locale, dalla quale avrebbe avuto un figlio.

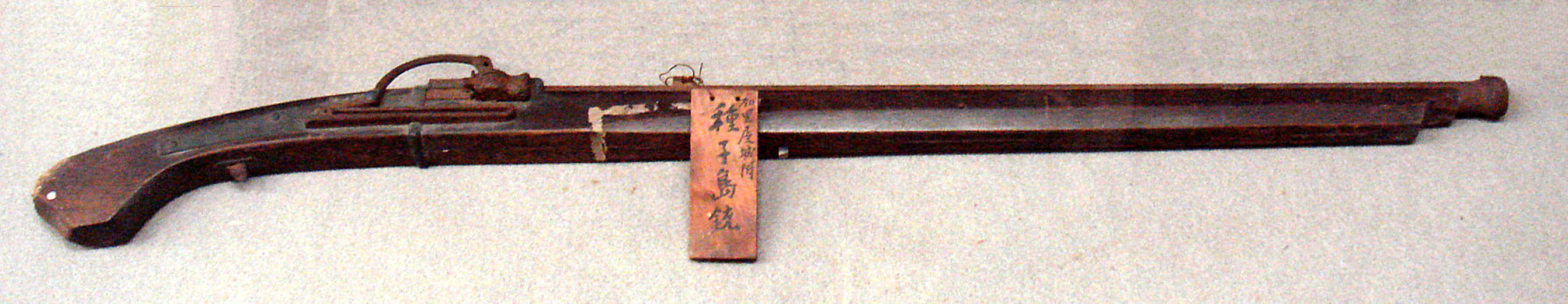
L'archibugio Tanegashima-teppō, costruito originariamente da armaioli dell'isola.

I portoghesi introdussero gli archibugi nell'isola, la prima arma da fuoco vista nel paese, e gli armaioli isolani iniziarono la produzione dell'ottimo modello locale di tale arma, il Tanegashima-teppō. Per estensione, in seguito tutte le armi da fuoco sarebbero state chiamate Tanega-shima in Giappone fino all'era moderna. Sull'isola di Tanegashima, e in seguito sulle altre isole, sarebbero giunti altri europei (spagnoli, olandesi, britannici) dando inizio al periodo del commercio Nanban durante il quale, oltre alle armi, vennero importati sapone, tabacco e altri prodotti sconosciuti nel Giappone medievale.
Gli artigiani dell'isola hanno una lunga tradizione nella produzione di coltelli da cucina e lame in generale. Le speciali tecniche si sono raffinate con gli artigiani ed i cuochi giunti al seguito dei membri del clan Taira, esiliati nel XII secolo sull'isola dallo shōgun Minamoto no Yoritomo. I principali prodotti, famosi in tutto il paese, sono i coltelli chiamati Tanegashima Hocho e le forbici Tane-basami, largamente usate nell'arte tradizionale del Bonsai.
Nel 1969 è stato fondato nell'isola il Tanegashima Space Center, la più grande installazione giapponese per lo sviluppo di applicazioni spaziali. Qui vengono lanciati dall'agenzia JAXA i principali vettori spaziali nipponici.

## Clima
| Tanegashima (1991-2020) Fonte: JMA | Mesi        | Mesi        | Mesi        | Mesi        | Mesi        | Mesi        | Mesi        | Mesi        | Mesi        | Mesi        | Mesi        | Mesi        | Stagioni | Stagioni | Stagioni | Stagioni | Anno    |
| Tanegashima (1991-2020) Fonte: JMA | Gen         | Feb         | Mar         | Apr         | Mag         | Giu         | Lug         | Ago         | Set         | Ott         | Nov         | Dic         | Inv      | Pri      | Est      | Aut      | Anno    |
| ---------------------------------- | ----------- | ----------- | ----------- | ----------- | ----------- | ----------- | ----------- | ----------- | ----------- | ----------- | ----------- | ----------- | -------- | -------- | -------- | -------- | ------- |
| T. max. media (°C)                 | 14,2        | 15,2        | 17,6        | 21,0        | 24,1        | 26,8        | 30,4        | 31,0        | 29,1        | 25,1        | 21,1        | 16,7        | 15,4     | 20,9     | 29,4     | 25,1     | 22,7    |
| T. media (°C)                      | 11,7        | 12,3        | 14,5        | 17,8        | 21,2        | 24,0        | 27,5        | 28,1        | 26,2        | 22,3        | 18,1        | 13,8        | 12,6     | 17,8     | 26,5     | 22,2     | 19,8    |
| T. min. media (°C)                 | 8,5         | 9,0         | 11,1        | 14,5        | 18,1        | 21,3        | 25,1        | 25,7        | 23,6        | 19,5        | 14,9        | 10,5        | 9,3      | 14,6     | 24,0     | 19,3     | 16,8    |
| T. max. assoluta (°C)              | 24,4 (1989) | 25,6 (1953) | 26,9 (1954) | 28,1 (1955) | 30,6 (2004) | 32,7 (2001) | 34,9 (1951) | 35,9 (1951) | 34,1 (1952) | 31,3 (2016) | 28,8 (2003) | 27,2 (1952) | 27,2     | 30,6     | 35,9     | 34,1     | 35,9    |
| T. min. assoluta (°C)              | 0,0 (1976)  | −0,6 (1950) | 2,1 (1977)  | 4,5 (1972)  | 10,0 (2021) | 15,2 (1972) | 17,5 (1986) | 20,6 (1956) | 14,9 (1965) | 10,3 (1958) | 4,5 (1950)  | 2,6 (2005)  | −0,6     | 2,1      | 15,2     | 4,5      | −0,6    |
| Giorni di calura (Tmax ≥ 30 °C)    | 0,0         | 0,0         | 0,0         | 0,0         | 0,0         | 3,3         | 21,3        | 24,6        | 11,4        | 0,5         | 0,0         | 0,0         | 0,0      | 0,0      | 49,2     | 11,9     | 61,1    |
| Nuvolosità (okta al giorno)        | 6,8         | 6,6         | 6,9         | 6,9         | 7,4         | 8,2         | 6,4         | 6,2         | 6,4         | 5,9         | 5,8         | 6,1         | 6,5      | 7,1      | 6,9      | 6,0      | 6,6     |
| Precipitazioni (mm)                | 96,5        | 122,5       | 160,4       | 198,0       | 233,3       | 556,4       | 261,7       | 188,7       | 293,2       | 194,5       | 134,8       | 92,7        | 311,7    | 591,7    | 1 006,8  | 622,5    | 2 532,7 |
| Giorni di pioggia                  | 9,5         | 10,3        | 12,6        | 10,8        | 11,1        | 17,0        | 9,6         | 11,0        | 11,6        | 9,3         | 9,2         | 8,2         | 28,0     | 34,5     | 37,6     | 30,1     | 130,2   |
| Giorni di nebbia                   | 0,0         | 0,0         | 0,0         | 0,0         | 0,6         | 0,0         | 0,3         | 0,1         | 0,0         | 0,1         | 0,0         | 0,0         | 0,0      | 0,6      | 0,4      | 0,1      | 1,1     |
| Umidità relativa media (%)         | 65          | 66          | 69          | 71          | 76          | 84          | 83          | 81          | 79          | 73          | 69          | 65          | 65,3     | 72       | 82,7     | 73,7     | 73,4    |
| Ore di soleggiamento mensili       | 107,1       | 114,9       | 140,1       | 163,1       | 158,5       | 114,7       | 222,7       | 222,8       | 166,6       | 157,9       | 129,7       | 119,4       | 341,4    | 461,7    | 560,2    | 454,2    | 1 817,5 |
| Pressione a 0 metri s.l.m. (hPa)   | 1 015,8     | 1 015,0     | 1 012,8     | 1 010,3     | 1 007,2     | 1 004,1     | 1 004,6     | 1 004,3     | 1 006,4     | 1 010,9     | 1 014,8     | 1 016,4     | 1 015,7  | 1 010,1  | 1 004,3  | 1 010,7  | 1 010,2 |
| Tensione di vapore (hPa)           | 9,2         | 9,7         | 11,6        | 14,8        | 19,2        | 24,9        | 30,0        | 30,9        | 26,5        | 19,9        | 14,8        | 10,7        | 9,9      | 15,2     | 28,6     | 20,4     | 18,5    |
| Vento (direzione-m/s)              | NW 7,1      | NW 7,2      | WNW 6,6     | WNW 5,8     | WNW 5,2     | WSW 4,9     | WSW 5,3     | ESE 4,6     | ENE 4,5     | NE 4,8      | NW 5,3      | NW 7,0      | 7,1      | 5,9      | 4,9      | 4,9      | 5,7     |

## Trasporti
L'isola è collegata con il resto del paese dal nuovo aeroporto di Tanegashima, situato 11 km a nord del centro abitato di Nakatane. Un servizio di traghetti opera tra Tanegashima ed i porti di Kagoshima, Yakushima e Kuchinoerabujima.